# 倒披针芒毛苣苔
倒披针芒毛苣苔（学名：Aeschynanthus linearifolius var. oblanceolatus）为苦苣苔科芒毛苣苔属下的一个变种。